# Abacus (Band)
Abacus ist eine deutsche Rockband.

## Geschichte
Im Januar 1971 gründete Chris Williams zusammen mit Chris Barutzky, Charly Schade, Klaus Kohlhase und Felix Hans die Band Abacus. Der Name basiert auf dem griechisch/römischen Brettspiel Abakus. Nach drei Monaten Songwriting traten sie das erste Mal bei einem Popfestival in Langelsheim (Harz) auf und zogen damit die Aufmerksamkeit des Labels Polydor auf sich. Bereits im August des gleichen Jahres nahmen sie dort die erste LP Abacus auf. Nach diversen Auftritten, u. a. auch im Fernsehen, folgte nach einer personellen Änderung die zweite LP Just a Day's Journey Away.
1976 trennte sich die Band aufgrund musikalischer Differenzen, wurde aber 1979 mit anderen Mitgliedern und einem Plattenvertrag bei EMI vom kreativen Motor der Gruppe, dem Bassisten Klaus Kohlhase, wieder ins Leben gerufen. Ebenfalls seit 1979 dabei ist der Time of Commotion Keyboarder und Studiomusiker Jürgen Wimpelberg. Unter seiner Federführung erscheinen neue Alben und Wiederveröffentlichungen bei Musea, Pängg Distribution und New Music - Green Tree.

## Diskografie
Alben
- 1971: Abacus (Polydor)
- 1972: Just a Day's Journey Away (Polydor)
- 1972: Everything You Need (Polydor)
- 1974: Midway (Polydor)
- 1982: Caribbean Sun / Believe in Music (EMI/Columbia Records)
- 2001: Fire Behind Bars (Musea)
- 2004: Retrospection (Pängg Distribution)
- 2010: Destiny (Musea)
- 2011: Just a Day's Journey Away (New Music – Green Tree) Re-Release
- 2012: Abacus (New Music – Green Tree) Re-Release
- 2012: Everything You Need (New Music – Green Tree) Re-Release
- 2012: Midway (New Music – Green Tree) Re-Release
- 2014: Archives 1 (New Music – Green Tree)
- 2016: European Stories (New Music – Green Tree)
- 2016: Archives 2 (New Music – Green Tree)
- 2018: Archives 3 (New Music – Green Tree)
- 2021: Highland Warrior

Sampler
- 2013: Krautrock Vol.5 (targetmusic.de)
- 2020: Kraut! – Teil 1 (Bear Family Records)